# Llet d'ametlla
La llet d'ametlles és una beguda molt antiga usada també a la cuina medieval substituint la llet animal. Actualment es troba envasada en el comerç ja sia líquida o condensada. A Itàlia és una beguda típica de Sicília, Calàbria i Pulla. En aquest darrer lloc el producte està reglamentat oficialment.
En llatí es coneixia com a amygdalate (ametlla i llet). Tant en la cristiandat (apta per al temps de la quaresma) com en el món de l'islam (no té alcohol) era molt utilitzada. L'àmbit d'ús principal era des de la península Ibèrica fins a l'Est d'Àsia.
L'explosió de la demanda de llet d'ametlla com a alternativa a la llet de vaca ha provocat la proliferació de monocultius d'ametller, amb un important impacte sobre els ecosistemes afectats. Per exemple, a Califòrnia, on causa una gran mortalitat entre les abelles.

## Propietats nutritives
En ser un producte totalment vegetal no conté colesterol ni lactosa i és apta per a la dieta vegetariana. Si es pren sense sucre, pot servir per aprimar-se.

## Preparació casolana
Es tracta d'una infusió freda. Per preparar-la cal 2/3 d'ametlla crua estovades en aigua durant unes hores (o ametllons immadurs)
Després d'haver pelat les ametlles, es trituren finament amb el sucre i es posa la pasta obtinguda en un filtre de drap de malla gran.
Aquest filtre amb la pasta es fica a l'aigua i es té en infusió com a mínim durant 6 hores. Després s'esprem el filtre de tela per recuperar totes les gotes del líquid el qual s'aboca en una ampolla i es posa dins el frigorífic.